# بيت برايس
بيت برايس (بالإنجليزية: Pete Price)‏ هو مقدم برامج إذاعية بريطاني، ولد في 25 يناير 1946 في ريكسهام في المملكة المتحدة.

## وصلات خارجية
- بيت برايس على موقع IMDb (الإنجليزية)
- بيت برايس على موقع كينوبويسك (الروسية)